# أدريان غرانت
أدريان غرانت (بالإنجليزية: Adrian Grant) هو لاعب إسكواش بريطاني، ولد في 6 أكتوبر 1980 في لندن في المملكة المتحدة.

## وصلات خارجية
- أدريان غرانت على موقع SquashInfo.com (الإنجليزية)
- أدريان غرانت على موقع اتحاد ألعاب الكومنولث (مؤرشف) (الإنجليزية)
- أدريان غرانت على موقع اتحاد ألعاب الكومنولث (مؤرشف) (الإنجليزية)
- أدريان غرانت على موقع دورة ألعاب الكومنولث 2006 (مؤرشف) (الإنجليزية)